# Sakernas internet

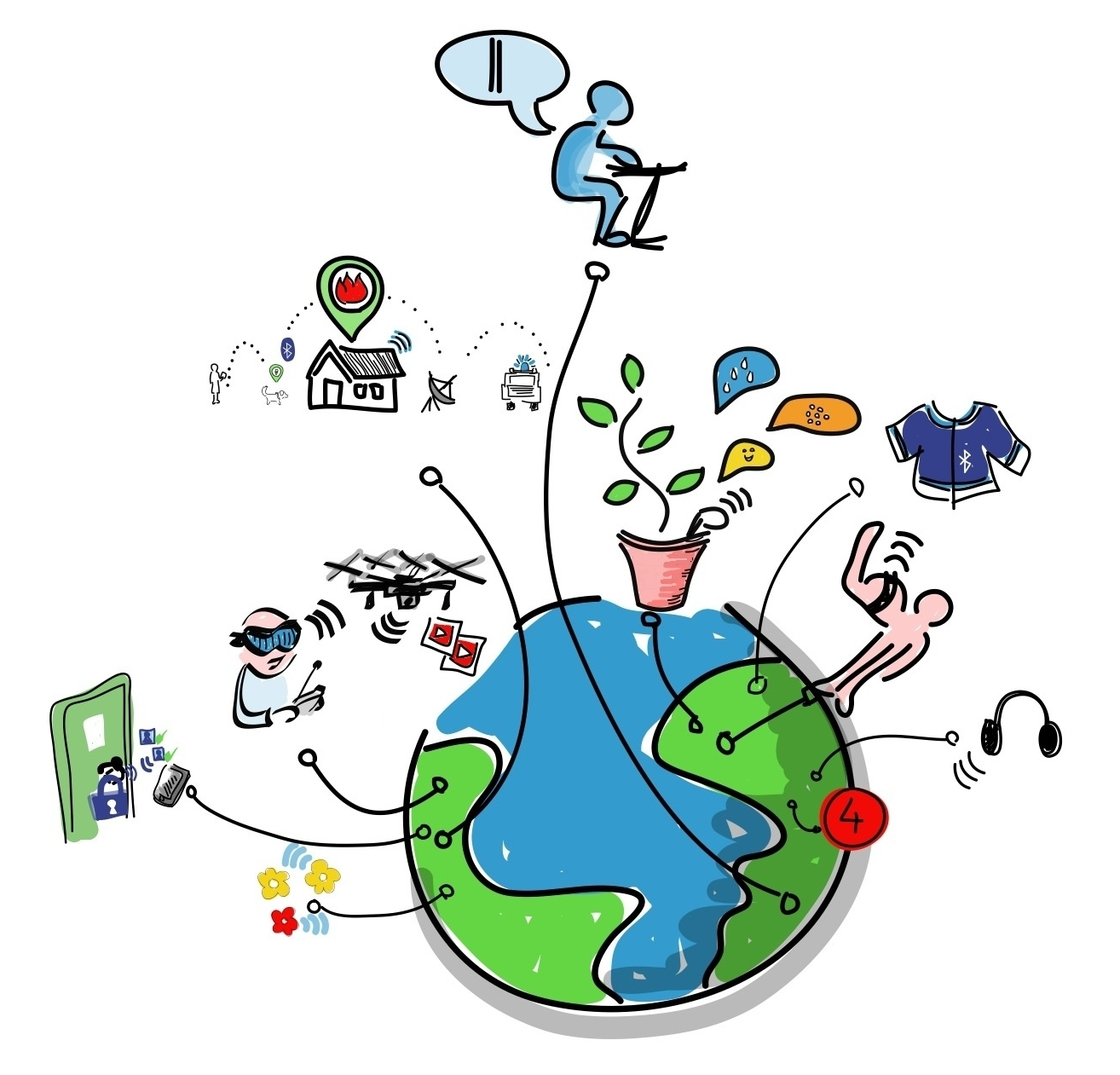
Illustration av sakernas internet.

Sakernas internet (från engelskans Internet of Things, IoT) är ett samlingsnamn för de tekniker som gör att vardagsföremål som hushållsapparater, kläder och accessoarer, men även maskiner, fordon och byggnader, med inbyggd elektronik och internetuppkoppling, kan styras eller utbyta data över nätet.
Nätverket gör att sakerna kan kontrolleras och delge information från andra platser vilket underlättar för den fysiska världen att integreras närmare med datasystem och kan resultera i högre effektivitet, exakthet och ekonomiska fördelar. När sakernas internet innehåller sensorer och ställdon blir det ett exempel på cyberfysiska system, dit också intelligenta hus, smarta elnät, digitala assistenter och intelligenta transportsystem hör. Inom modeindustrin kan kläder förutom att ge praktisk information, som ett tryck på axeln åt vilket håll bäraren ska gå i en korsning efter en vägbeskrivning, även ladda ner och byta mönster med hjälp av insydda lysdioder och fibrer samt till exempel skicka en kram över internet till en bärare av ett plagg som kan ändra form.
Förutom vardagsföremål kan termen också syfta på generella system av enklare komponenter som kommunicerar med varandra, till exempel större affärssystem som moderniserats genom att delas upp i flera hårdvaruenheter som samverkar.
Sakernas internet växte mycket under 2010-talet. Experter uppskattar att sakernas internet kommer att bestå av mellan 20,8 och 50 miljarder saker år 2020. Marknadsvärdet prognostiseras till 80 miljarder dollar.

## Historik
Termen myntades 1999 av den brittiske entreprenören Kevin Ashton medan han arbetade vid Auto-ID Labs (från början kallat Auto-ID centers, vilket syftade på ett världsomspännande nätverk av föremål som kopplades till radio-frequency identification, eller RFID). Tanken var att alla föremål och objekt skulle förses med identifierare, så att datorer skulle hantera och upprätta register.

## Koppling mot internet

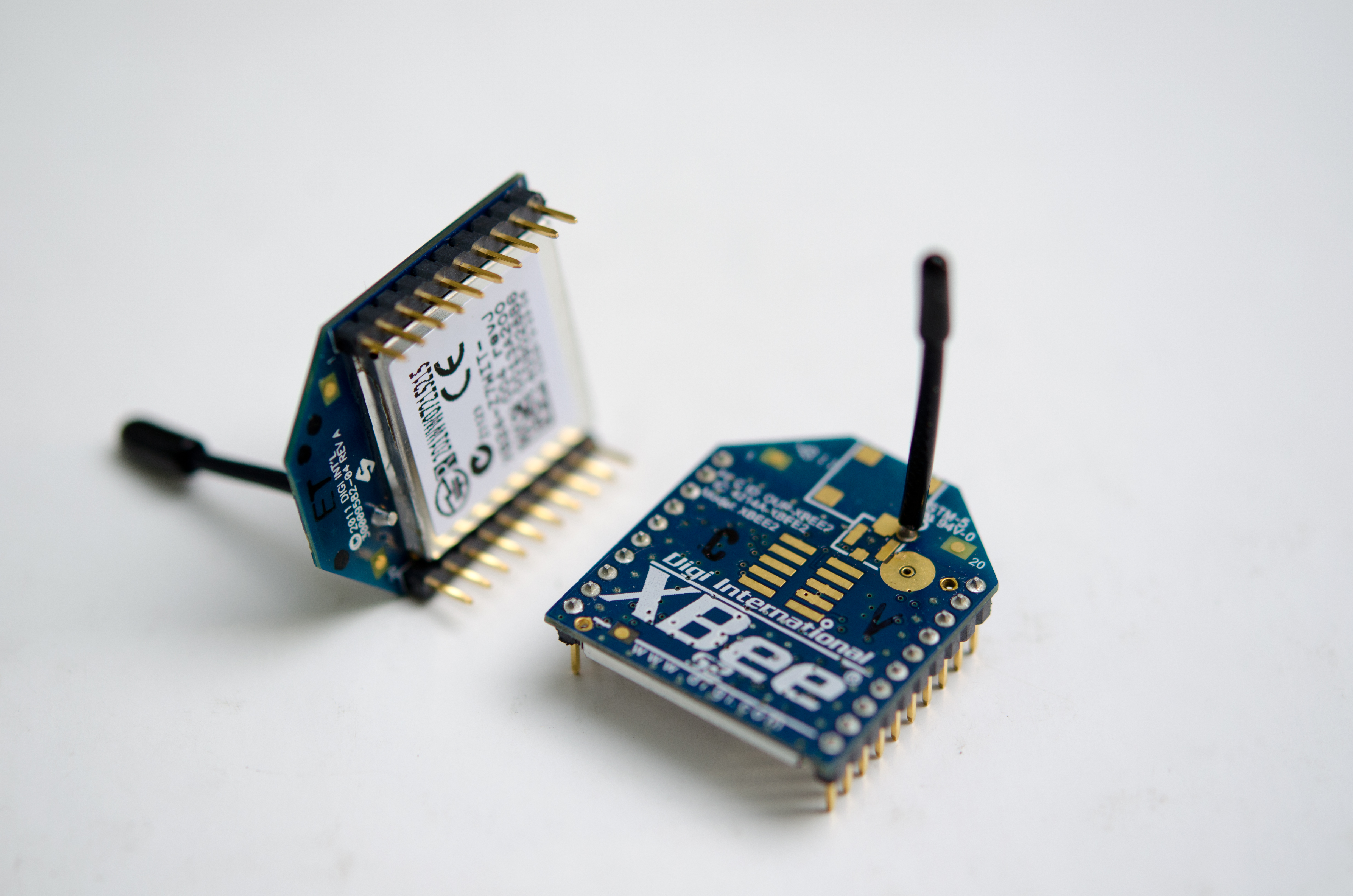
Integrerade kretsar (24 mm), med antenn för datakommunikation.

Förutom RFID kan märkningen ske genom teknik såsom närfältskommunikation, streckkoder, QR-kod och digital vattenstämpling. Många apparater är också kopplade till internet via Wi-Fi eller mobiltelefoninäten.

## Säkerhetsproblem
Då apparater kan styras över internet kan de också styras av obehöriga, om säkerheten inte sköts tillräckligt bra. Det förekommer att t.ex. hissar, jordvärmepumpar, luftkonditioneringsapparater och övervakningskameror, till och med kylskåp, deltar i DDoS-attacker eller skickar skräppost. Ansvarsfrågan är oklar: tillverkaren kan mena att deras ansvar tog slut då supportavtalet gjorde det, internetleverantörer har ofta klausuler där de överför ansvaret för apparaturen på konsumenten och konsumenten har svårt att vare sig bedöma säkerhetsriskerna eller åtgärda säkerhetsproblemen.
Förutom att apparaterna används för attacker på andra datorer och system kan de användas för att styra de system de kontrollerar på sätt som innehavaren absolut inte skulle vilja. I ett svenskt bostadsrättsbolag försvann varmvattnet efter ett dataintrång. En butik hade sina frysar kopplade till internet via ett osäkert system, med risk för stora skador. En del bilar kan möjligen styras via internet. Det finns även en risk att smarta apparater infekterar datorer och andra enheter på samma nätverk med virus och skadlig kod eller att de används för att spionera på ägaren eller på vad vederbörande gör på internet.
Det är vanligt att de inbyggda systemen har standardlösenord och andra säkerhetsproblem. Genom att byta lösenordet, hålla apparaten uppdaterad och koppla den till ett intranät eller virtuellt intranät istället för direkt till internet kan man öka säkerheten, men många problem återstår.
Bland de osäkra apparaterna finns också många modem och routrar, apparater som borde skydda hemnätverket mot intrång. Speciellt apparaterna för hemmabruk är problematiska. Vid ett test av sju vanliga modem visade sig inget ha bra säkerhet. År 2013 gjordes intrång på 300 000 modem i Polen.
Ett annat problem är att intrång ofta är lätt om man har fysisk tillgång till apparaterna. Det gäller till exempel städare, hantverkare, före detta partners och andra som man släpper in i hemmet. I ett testhus bröt sig säkerhetsexperter in i bland annat babymonitorer, skannrar, kaffekokare, lampor, mediaspelare och kylskåp. En TV med mikrofon och kamera kunde på två minuter fås att ta upp allt som händer i hemmet och skicka det till en främmande server.

## Spridning

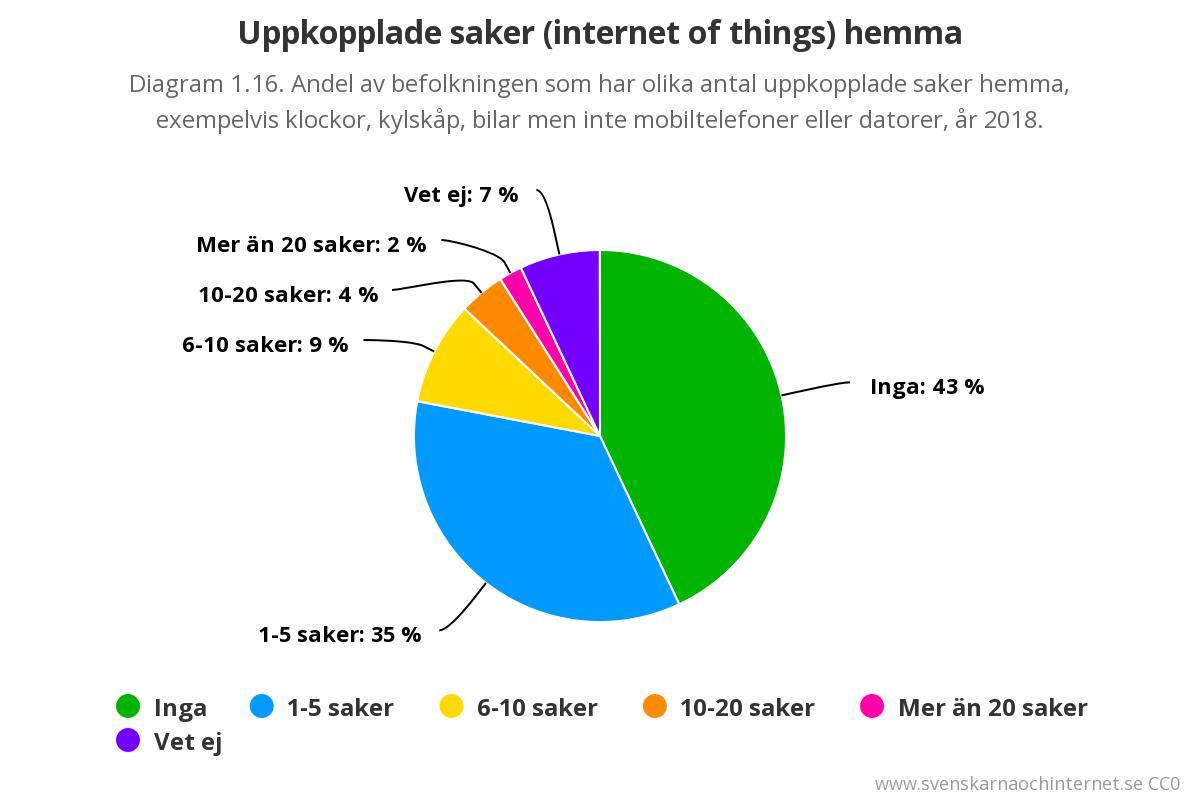
Antal uppkopplade saker som den svenska befolkningen hade 2018. Siffror från Svenskarna och internet.

Nedan är en lista över länder sorterat efter hur många apparater som är uppkopplade, per 100 invånare, enligt OECD (2015). Antalet ökar snabbt, enligt en uppskattning femdubblas det på fem år.
| Rankning | Land           | Uppkopplade apparater |
| -------- | -------------- | --------------------- |
| 1        | Sydkorea       | 37,9                  |
| 2        | Danmark        | 32,7                  |
| 3        | Schweiz        | 29,0                  |
| 4        | USA            | 24,9                  |
| 5        | Nederländerna  | 24,7                  |
| 6        | Tyskland       | 22,4                  |
| 7        | Sverige        | 21,9                  |
| 8        | Spanien        | 19,9                  |
| 9        | Frankrike      | 17,6                  |
| 10       | Portugal       | 16,2                  |
| 11       | Belgien        | 15,6                  |
| 12       | Storbritannien | 13,0                  |
| 13       | Kanada         | 11,6                  |
| 14       | Italien        | 10,2                  |
| 15       | Brasilien      | 9,2                   |
| 16       | Japan          | 8,2                   |
| 17       | Australien     | 7,9                   |
| 18       | Mexiko         | 6,8                   |
| 19       | Polen          | 6,3                   |
| 20       | Kina           | 6,2                   |
| 21       | Colombia       | 6,1                   |
| 22       | Ryssland       | 4,9                   |
| 23       | Turkiet        | 2,3                   |
| 24       | Indien         | 0,6                   |

Enligt undersökningen Svenskarna och internet så hade 69 procent av svenskarna uppkopplade saker år 2022. Drygt hälften hade en smart-TV, var fjärde hade ett smart armbandsur och var femte hade ett uppkopplat larmsystem. Vidare hade 16 % en smart högtalare av typen Google Home eller Amazon Echo eller liknande. 7 procent hade ett elektroniskt lås till sin bostad.